# رصدخانه زعفرانیه
رصدخانه زعفرانیه نخستین مرکز آموزشی نجوم در ایران است که در رده سنی کودک و نوجوان فعالیت می‌کند. این مرکز در سال ۱۳۶۷ فعالیت خود را آغاز کرده‌است و تا کنون جمع کثیری از علاقه‌مندان به نجوم آماتوری را در خود پرورش داده‌است که البته الزاماً هم کودک و نوجوان نبوده‌اند. بسیاری از مراکز ایرانی که در زمینه نجوم آماتوری فعالیت می‌کنند از این مرکز الگو و حتی آموزش گرفته‌اند. 
بسیاری از نخستین‌های ایران در زمینه نجوم نیز به این مرکز باز می‌گردند: نخستین آسمان نمای ساخته شده در ایران، نخستین تلسکوپ ساخته شده در ایران، نشر نخستین تقویم نجومی، نخستین نمایشگاه عکسهای نجومی، برگزاری روز نجوم، برگزاری روز فضا و … مدیران این مرکز از ابتدا تا کنون شامل آقایان احمد دالکی، حمید حاج نصراله ، حسین رضایی، محمد رضا نوروزی و خانم فریبا یزدانی بوده‌اند.
مرکز رصد و نجوم کانون پرورش فکری کودکان و نوجوانان در سال 1368 خورشیدی به عنوان نخستین مرکز آموزش همگانی نجوم در ایران تأسیس شد. این مرکز نمونه و الگوی بسیاری از مراکز دیگری است که در ایران فعالیت‌های ترویجی نجوم را به عنوان هدف فعالیت‌های سازمانی خود قرار داده‌اند بوده‌است.